# 原田ひとみ
原田 ひとみ（はらだ ひとみ、11月18日 - ）は、日本の女性声優、歌手。山口県宇部市出身。

## 経歴
声優を目指したきっかけウォルト・ディズニーのアニメ、特に『リトル・マーメイド』が好きなのが始まりであり、子供の頃は再放送で放送されていた『フルハウス』、『ビバリーヒルズ青春白書』といった海外ドラマにも熱中して、「アニメやドラマの中の人になりたいな」と思っていたという。
小さいころは職業としての声優は無知で声優を知ったのが中学生の時だが、その瞬間に「声優になる！」と決めていたという。しかし声優になるまでの道のりは少し変わっているのようであり、声優を目指して上京したが、色々な人物と出会う中で声、歌を気に入ってもらい、歌手としてスカウトされ、音響制作会社ツーファイブで歌手活動を始める。声を聞いてもらう機会が増えて、声優としての活動を始める。その後、声優として活動するためにぷろだくしょんバオバブへ移籍。
バオバブ移籍後、声優としては主に吹き替えやゲーム、ディズニー関連の仕事などをしていたが、2009年頃からアニメのオーディションも受けるようになり、『バカとテストと召喚獣』の姫路瑞希役で初ヒロインを務めた。
2016年9月10日をもってぷろだくしょんバオバブを退所したことが公式ブログで発表された。
フリーとなった後は、受付窓口としてF.M.Fに籍を置いていたが、2020年より、声優事務所オフィスアネモネと業務提携することを発表。

## 人物
2年半以上続いたインターネットテレビ番組『ECO放送局』（のち『ECO☆スタジオ』）では、ゆっくりとした調子からギャップのあるエキセントリックなコメントを吐くキャラクターとして知られた。
歌手活動も行っており、PCゲーム『ef - a fairy tale of the two.』の後編『ef - the latter tale.』の主題歌シングルCD「emotional flutter」ではオリコンデイリーチャート21位、週間オリコンチャートでは32位を獲得している。アダルトゲームメーカーのminoriでは多数の作品で主題歌を担当している。ツーファイブに所属する作曲家、村木康生と「galapagos」というユニットを組んでいる。
スリーサイズは92、59、86のGカップ（過去プロフィールより）。
歌手としてのデビューが先だが、もともと声優を目指していた。
2015年9月、尾てい骨骨折のため一時休業すると発表した。自身のブログなどでの発表によると雨天時に店先で転倒し、当初打撲と診断されるも、のちに別の大きな病院で検査を受けた所、尾てい骨の骨折が判明し、緊急入院が必要になったという。
2015年9月28日、自身が初めて制作したライトノベルゲーム『はじめてのノベルゲーム』第1段の完成を発表した。2016年8月14日に開催されたコミックマーケット90（3日目）にて頒布。2016年9月21日に通常発売。
2018年頃より機能疾患系の病気で半休業状態で、実家で寝たきりの時期もあったという。
その後は順調に回復しており、上述のオフィスアネモネに所属することとなった2020年頃より、ゲームなどの主題歌オファーも受けられるようにまでなっていた。「役者として、歌手として、まだまだ頑張って生きたい」という本人の言葉通り、2022年には声優として、アニメの仕事に復帰している。

## 出演
太字はメインキャラクター。

### テレビアニメ
2007年
- キミキス pure rouge（飛羽愛美）
- げんしけん2（キューティトンコ）

2008年
- ゴルゴ13（ビロゼルチェフの娘）
- 純情ロマンチカ2（女子）
- BUS GAMER
- BLEACH（メノリ・マリア）

2009年
- ささめきこと（蓮賀朋絵）
- スレイヤーズEVOLUTION-R（子供C）
- ドラえもん（テレビ朝日版第2期）（2009年 - 2011年、女の子、しずかのパパ〈子供時代〉、宇宙人〈子供〉、生徒C、司会 他）

2010年
- アマガミSS（2010年 - 2012年、飛羽愛歌、蒔原美佳）- 2シリーズ
- 学園黙示録 HIGHSCHOOL OF THE DEAD（ジーク、小室孝〈幼少期〉、女子生徒、ニュースキャスター）
- バカとテストと召喚獣（2010年 - 2011年、姫路瑞希）- 2シリーズ
- ひだまりスケッチ シリーズ（2010年 - 2012年、乃莉）- 2シリーズ + 特別編2作品

2011年
- 銀魂'（子供B）
- 聖痕のクェイサーII（女生徒A）
- 爆丸バトルブローラーズ ガンダリアンインベーダーズ（テイラー、少年）
- マケン姫っ!（2011年 - 2014年、二条秋）- 2シリーズ
- 魔乳秘剣帖（女将）
- Rio RainbowGate!（アンナ、女A、客D、コロボット星人A 他）

2012年
- アドリブアニメ研究所（玉依）
- Another（霧果）
- ハイスクールD×D（カーラマイン）

2013年
- 閃乱カグラ（2013年 - 2018年、飛鳥）- 2シリーズ
- 波打際のむろみさん（富士さん）
- 機巧少女は傷つかない（夜々）

2014年
- 犬神さんと猫山さん（猫山珠喜）
- ガールフレンド（仮）（望月エレナ）
- 人生相談テレビアニメーション「人生」（くみ）
- 東京ESP（奈室亜美江）
- 魔弾の王と戦姫（ヴァレンティナ＝グリンカ＝エステス）

2015年
- アイドルマスター シンデレラガールズ（十時愛梨）
- VALKYRIE DRIVE -MERMAID-（相良百華）
- 乱歩奇譚 Game of Laplace（母親）

2016年
- ビッグオーダー（平景清）

2017年
- セイレン（時岡奈緒）
- アイドルマスター シンデレラガールズ劇場（2017年 - 2019年、十時愛梨）- 3シリーズ
- バトルガール ハイスクール（朝比奈心美）

2018年
- 25歳の女子高生（名鳥花）

2022年
- フットサルボーイズ!!!!!（陽菜〈大和晴の祖母〉）
- 怪人開発部の黒井津さん（エルバッキー）
- BLEACH 千年血戦篇（メノリ・マリア）

### 劇場アニメ
- オシャレ魔女♥ラブandベリー しあわせのまほう（2007年、先生B）
- 涼宮ハルヒの消失（2010年、剣持琴音[36]）

### OVA
- 星の記憶（2007年、鈴仙・優曇華院・イナバ、霧雨魔理沙）※同人アニメ
- 学園黙示録 Drifters of the Dead（2011年、ジーク）
- バカとテストと召喚獣 〜祭〜（2011年、姫路瑞希）
- 史上最強の弟子ケンイチ（2012年、店員）- 単行本46巻OVA付き特別版
- マケン姫っ!（2012年 - 2013年、二条秋）- コミック第8、11巻DVD付/BD付き限定版
- ひだまりスケッチ 沙英・ヒロ 卒業編（2013年、乃莉）
- 波打際のむろみさん（2013年、富士さん）- コミックス第9巻DVD付特装版
- 機巧少女は傷つかない（2013年 - 2014年、夜々）- Vol.I・VI
- 閃乱カグラ ESTIVAL VERSUS -水着だらけの前夜祭-（2015年、飛鳥[37]）
- ビッグオーダー（2015年、平景清）- 単行本第8巻限定版にOVAを収録

### Webアニメ
- あぐかる（2010年、いなほ）
- ティグルくんとヴァナディーちゅ（2014年、ヴァレンティナ＝グリンカ＝エステス）
- アイドルマスター シンデレラガールズ劇場 火曜シンデレラシアター / Extra Stage（2017年 - 2020年、十時愛梨[32]） - 2シリーズ
- ソードガイ The Animation（2018年、清美）
- CINDERELLA GIRLS 10th Anniversary Celebration Animation ETERNITY MEMORIES（2022年、十時愛梨）

### ゲーム
2003年
- カンブリアンQTS〜化石になっても〜（王華麗）

2004年
- 星の王女2（月影葵） - アダルトゲーム
- LoveSongs♪ADV 双葉理保14歳〜夏〜（ウェイトレス）

2006年
- キミキス（飛羽愛美）
- ゾイドインフィニティEX NEO（ミドリ）
- はるのあしおと -Step of Spring-（桃園香）
- Yo-Jin-Bo〜運命のフロイデ〜（歴史部部長、侍女）

2007年
- コンチェルトゲート フォルテ
- ワイルドアームズ クロスファイア

2008年
- メモリーズオフ6 〜T-wave〜

2009年
- アマガミ（飛羽愛歌、蒔原美佳）
- 内田康夫DSミステリー 名探偵・浅見光彦シリーズ「副都心連続殺人事件」（鷹尾笙子）
- タワー オブ アイオン
- ドリームクラブ（るい）
- ファイナルファンタジーXIII（コクーン市民）
- 桃色大戦ぱいろん（エクロット）

2010年
- VAZIAL SAGA 愚民化戦略 Deluxe（月亜）
- エルソード（ルリエル）
- クロスブレイブ（魔導師）
- Tartaros-タルタロス-（シャルロット）
- ドリームクラブ Portable（るい）
- Le Ciel Bleu 〜ル・シエル・ブルー〜（シーラ）

2011年
- オトメディウスX（ココロ・ベルモンド、T.B.リカ）
- スマイル☆シューター〜ふぁーすと☆ちけっと〜（秋山麻柚）
- 閃乱カグラ -少女達の真影-（飛鳥）
- ドリームクラブZERO（るい）
- ドリームクラブZERO PORTABLE（るい）
- 萌え萌え大戦争☆げんだいばーん（エイブ、マーガレット）
- 萌え萌え大戦争☆げんだいばーん+（エイブ、マーガレット）
- 萌え萌え大戦争☆げんだいばーん 3D（エイブ、マーガレット）

2012年
- お姉チャンバラZ〜カグラ〜（カルミラ）
- ガールフレンド（仮）（2012年 - 2023年、望月エレナ）
- ポヨポヨ観察日記
- 閃乱カグラ Burst -紅蓮の少女達-（飛鳥）
- バカとテストと召喚獣 PORTABLE（姫路瑞希）
- マージャン★ドリームクラブ（るい）
- ドリームクラブ Complete Edipyon!（るい）
- 萌え萌え大戦争☆げんだいばーん++（カレン、エイブ、マーガレット）
- 嫁コレ（2012年 - 2014年、飛鳥、夜々）

2013年
- アイドルマスター シンデレラガールズ（2013年 - 2023年、十時愛梨） - 3作品
- ガールフレンド（仮）（乃莉）
- 神次元ゲイム ネプテューヌV（マーベラスAQLちゃん） - DLC追加キャラクター
- 超次次元ゲイム ネプテューヌRe;Birth1（マーベラスAQLちゃん）
- お姉チャンバラZ〜カグラ〜 With NoNoNo!（カルミラ）
- 真・戦国バスター（千子姫）
- 閃乱カグラ SHINOVI VERSUS -少女達の証明-（飛鳥）
- 閃乱カグラ NewWave（飛鳥）
- ドリームクラブZERO Special Edipyon!（るい）
- 必殺仕事人〜お仕置きコレクション〜（若海夏樹）
- ファンタジスタドール ガールズロワイヤル（エミ）
- 機巧少女は傷つかない Facing "Burnt Red"（夜々）

2014年
- VANITY of VANITIES（岳霊珊）
- ヴィーナス†ブレイド（ヘアルフデネ）
- ガールズ×マジック（相川真奈）
- 神次次元ゲイム ネプテューヌRe;Birth3 V CENTURY（マーベラスAQLちゃん）
- 超次次元ゲイム ネプテューヌRe;Birth2 SISTERS GENERATION（マーベラスAQLちゃん）
- 機動戦士ガンダム オンライン（パイロットボイス 快活IV）
- 君のいる町（保科美友）
- ウチの姫さまがいちばんカワイイ（乳業姫 ミル・ホルスタイン）
- グリモア〜私立グリモワール魔法学園〜（海老名あやせ）
- 限界凸記 モエロクロニクル（レーチェ）
- 精霊使いの剣舞〜DayDreamDuel〜（アイリ・シリュー）
- 閃乱カグラ2 -真紅-（飛鳥）
- デカ盛り 閃乱カグラ（飛鳥）
- ハイスクールD×D NEW FIGHT（カーラマイン）
- 魔法少女大戦 ZANBATSU（ナツミ）
- ラストサマナー（2014年 - 2015年、魔央、ロレーヌ、マリア、リンリー、シェンメイ）

2015年
- ガールフレンド（仮） きみと過ごす夏休み（望月エレナ）
- 城姫クエスト（丸亀城）
- スマイル☆シューター Dear my Dream（秋山麻柚）
- 閃乱カグラ ESTIVAL VERSUS -少女達の選択-（飛鳥）
- バトルガール ハイスクール（朝比奈心美）
- アイドル事変（七瀬美沙）
- ゆるかみ!（吉備はじめ、砂鳥さき、玉鋼アキ、倉敷さやか）
- 拡散性ミリオンアーサー（ラーニア、飛鳥、レーチェ）

2016年
- アドヴェントガール（劉備）
- グランブルーファンタジー（十時愛梨）
- クロスワールド（アイリーン）
- Battleship Girl -鋼鉄少女-（ミズーリ、長門、Z.3） - 中国製スマホゲーム
- 放課後ガールズトライブ（アデル、キャロ）

2017年
- ららマジ（島村珠樹）
- スーパーボンバーマン R（セクシーボンバー / プリティーボンバー）
- 閃乱カグラ PEACH BEACH SPLASH（飛鳥、真影の飛鳥）
- シノビリフレ -SENRAN KAGURA-（飛鳥）
- シノビマスター 閃乱カグラ NEW LINK（飛鳥）
- きららファンタジア（乃莉）

2018年
- 閃乱カグラ Burst Re:Newal（飛鳥）
- アンジュ・ヴィエルジュ〜ガールズバトル〜（夜々）
- 戦国アスカZERO（夜々）
- デスティニーチャイルド（アネモネ）
- PEACH BALL 閃乱カグラ（飛鳥）

2019年
- Shadowverse（レヴィオンの弓使い、冥守の祈祷師・ティティ）
- 放置少女〜百花繚乱の萌姫たち〜（飛鳥）

2020年
- アクション対魔忍（春咲ありか）
- 神田川JET GIRLS（飛鳥）
- Go!Go!5次元GAME ネプテューヌ re★Verse（マーベラスAQLちゃん）

2021年
- 閃乱忍忍忍者大戦ネプテューヌ -少女達の響艶-（飛鳥）
- エゴエフェクト：フラクタス（ソヨン）

2022年
- 共闘ことばRPG コトダマン（チョバムア魔スラ、スクセドナ）

2023年
- アズールレーン（飛鳥）

### 同人ゲーム
- はじめてのノベルゲーム（2016年、マリアンヌ？[注 2]）※プロデューサー、脚本等も務める

### ドラマCD
2004年
- ブラザー戦隊あっぷるず3 萠えよ奥様ROBO〜Enter the Mocchie〜（マーリョ）

2006年
- あまつき ドラマCD 第4巻（ヨメ）

2008年
- YEBISUセレブリティーズ Grand Finale

2009年
- 池袋サンシャインDAY（アルテミス）
- ささめきこと オリジナルドラマCD 純夏の一番長い日（蓮賀朋絵）
- NOW HERE（店員）

2010年
- 学園革命伝ミツルギ（妻先母、ポールダンス講師）
- ドラマCD 妄想少女（ナギサ）
- ドリームクラブ ドラマCD vol.1、2（るい）
- 美貌の挑発（玲子）
- Raspberry Compote（イチコちゃん）
- バカとテストと召喚獣 僕と黒子と如月グランドパーク（姫路瑞希）
- 機巧少女は傷つかない 文庫4巻&コミック1巻特装版CD（夜々）

2011年
- アイドルのマネジメントが大変で眠れないCD（折原渚）
- つきツキ!（2011年 - 2012年、ルナ）- 2作品
- 閃乱カグラ -少女達の真影- 先着購入特典ドラマCD「私とじっちゃんの太巻きが大浴場」（飛鳥）
- しゅらばら!（天弓院志束）

2012年
- ナナとカオル（橘満子）
- 閃乱カグラ Burst -紅蓮の少女達- 特典ドラマCD（飛鳥）
- エミル・クロニクル・オンライン 7thアニバーサリードラマCD〜ECOねくと！〜（高之目絵理、アイリス）
- ゴールデンドロップ 雨露に眠るエメラルド（ツグミ）
- スマイル☆シューター ドラマCD〜温泉旅館でおしごと〜（秋山麻柚）

2013年
- アイドルマスター シンデレラガールズ コミックアンソロジー passion VOL.2 付属 パッションなドラマCD（十時愛梨）
- スターマイン（星野雪華、2013年 - 2014年）※コミックス4、5巻ドラマCD付き特装版
- おまえをオタクにしてやるから、俺をリア充にしてくれ! ドラマCD vol.1、2（ムラサキ、2013年 - 2014年）
- 閃乱カグラ BD&DVD特典 第壱巻 - 第六巻特典 乳魂ドラマCD（飛鳥）
- 閃乱カグラ SHINOVI VERSUS -少女達の証明- 限定版特典ドラマCD（飛鳥）
- 閃乱カグラ ドラマCD 決戦!?忍居爛堂（飛鳥）

2014年
- THE IDOLM@STER CINDERELLA GIRLS 2ndLIVE PARTY M@GIC!! PARTY M@GIC SPECIAL ドラマCD PARTY TIMEは終わらない（十時愛梨）
- 少女兵器ラジオ局 戦地放送vol.1 GA戦線異状なし!?（スタンシー）
- 閃乱カグラ2 -真紅- 限定版 にゅうにゅうDXパック付属ドラマCD「そうだ!雲雀、今すぐ水着を脱げ!」（飛鳥）

2015年
- 閃乱カグラ ESTIVAL VERSUS -少女達の選択- PS4限定版購入特典「にゅうにゅうDXパック PREMIUM」（飛鳥）

2016年
- メガミマガジン応募者全員サービス『VALKYRIE DRIVE -MERMAID-』オリジナルドラマCD（相良百華）
- はじめてのノベルゲーム 特別版付属ドラマCD（マリアンヌ？）

2017年
- アイドルマスター シンデレラガールズ WILD WIND GIRL（十時愛梨）※第2巻特装版オリジナルCD
- バイノーラルシチュエーションドラマCD「6姉妹(?)とのイチャラブな1日」（麗華、恵音、千果、柚、絢峯、深羽）

2018年
- 爆乳学園チチをもげ！（生櫻一十美、絢峯）

2019年
- バイノーラル百合ドラマCD「ユウヤケホタル」（神崎優華）

### 吹き替え

#### 映画
- 鮮血の美学（セイディ）
- 近距離恋愛（2008年、ブロガー）
- ダイアリー・オブ・ザ・デッド（2008年、メアリー）
- 秘められた遊戯

#### ドラマ
- iCarly（2010年）
- キス・オブ・デス
- スーパーナチュラル
- ミディアム3 霊能者アリソン・デュボア（2008年）#15

#### テレビ番組
- 追跡!竜巻突入チーム（ハンナ）

#### アニメ
- オープン・シーズン2 ペットvs野生の動物たち（ロージー）
- クリーピー（クリス・アリス）
- ママ・ミラベルのムービータイム（マックス）

### ラジオドラマ・オーディオドラマ
- 百道あゆみ探偵事務所（百道あゆみ）
- アイドルマスター シンデレラガールズ 1stシーズン マジックアワー（2015年、十時愛梨#1）
- TVアニメ「ビッグオーダー」後日談的オリジナルオーディオドラマ（2016年、平景清）

### パチンコ・パチスロ
- ゲゲゲの鬼太郎 ブラック鬼太郎の野望（2014年、黒猫娘）
- パチンコCR閃乱カグラ（2016年、飛鳥）
- パチスロ閃乱カグラ（2017年、飛鳥）
- CR学園黙示録 HIGHSCHOOL OF THE DEAD（2017年、ジーク[98]）
- パチスロ ガールフレンド（仮）〜聖櫻学園メモリアル〜（2017年、望月エレナ）
- シンデレラブレイド3（2017年、ラズリ）

### デジタルコミック
- VOMIC バクマン。（2009年、亜豆美雪）

#### ASMR
- BAR『Envelop』バーテンダー・愁子（2020年、愁子）

### ラジオ
※はインターネット配信。
2000年代
- ガラジオ（galapagosウェブサイト内配信※）
- モバイル研究所（バオバブチャンネル内配信※）
- オンデマンド DE ネットネット大作戦（2003年 - 2004年、ツーファイブサイト内配信※、アシスタント）
- バカとテストと召喚獣 文月学園放送部（2009年 - 2012年、音泉※）

2010年代
- 機巧少女は傷つかない Facing “Radio Party”（2010年、音泉※）
- おしゃべりやってまーす 第1放送（2010年、K'z Station※）
- もえせんらじお☆げんだいばーん!（2010年 - 2011年、音泉※）
- 閃乱カグラ 原田ひとみ・喜多村英梨のにゅうにゅうラジオ（2011年、音泉※）
- スマイル☆シューター The RADIO（2012年、超!A&G+※）
- 閃乱カグラ 原田ひとみ・今井麻美のにゅうにゅうにゅうラジオ（2012年 - 2013年、音泉※）
- 波打際の○○さん（2013年 - 2014年、アニメイトTV※）
- ラジオ・機巧少女〜メインキャストは傷つかない〜（2013年 - 2014年、音泉※・アニメイトTV※）
- ガルフレラジオ〜エレナと木乃子の秘密の放課後〜（2013年 - 2015年、HiBiKi Radio Station※）[99]
- 『閃乱カグラ』原田ひとみ・喜多村英梨の超にゅうにゅうラジオ（2017年 - 2018年、音泉※）

#### ラジオCD
2000年代
- ラジオ Dream C Club Vol.1、2、4（2009年 - 2010年）
- ＜音泉＞スペシャルCD 2009冬（2009年12月）

2010年代
- ひだまりらじお×☆☆☆特別編 Vol.1 - 3（2010年）
- ラジオCD バカとテストと召喚獣 文月学園放送部 01 - 12（2010年 - 2013年）
- ＜音泉＞スペシャルCD 2010夏、冬（2010年8月、12月）
- もえせんらじお☆げんだいばーん Vol.1 - 3（2011年）
- ラジオCD「良子と佳奈のアマガミ カミングスウィート!」Vol.10（2011年）
- ＜音泉＞スペシャルCD 2011夏、冬（2011年8月、12月）
- ラジオCD「癒されBar若本〜風のワンダラー〜」vol.1（2012年）
- ラジオCD「閃乱カグラ 原田ひとみ・喜多村英梨のにゅうにゅうラジオ」（2012年2月）
- ＜音泉＞スペシャルCD 2012冬（2012年12月）
- ＜音泉＞スペシャルCD 2013冬（2013年12月）
- ラジオ・機巧少女〜メインキャストは傷つかない〜 Vol.1、2（2014年）
- ラジオCD「ガルフレラジオ〜エレナと木乃子の秘密の放課後〜」Vol.1（2014年）
- ダチャーンと室キュンのいつでも五月病ラジオ（2016年）
- ラジオ アイドルマスター シンデレラガールズ『デレラジ』DVD Vol.9（2017年、第106回ゲスト）

### テレビ番組
2011年
- 声優都内観光〜マル福ツアーズ 第22回（1月）
- バカとテストと召喚獣にっ! 予習編（6月30日、テレビ東京）
- あにてれPresents アニソンぷらす＋（7月18日、テレビ東京）
- MAG・ネット〜マンガ・アニメ・ゲームのゲンバ〜「10月号」（10月7日、NHK）

2012年
- アニぱら音楽館 第340回（3月20日、キッズステーション）

2013年
- ANIMAX MUSIX 2012（1月13日、BSスカパー!・スカチャン5）
- 「機巧少女は傷つかない」一夜限りの夜会SP（9月30日）
- アニメTV 第679回（10月16日）
- Club AT-X しもがめ 277回・278回（12月1日・15日）

2014年
- つれゲー（5月16日、6月17日、7月18日、アイドル専門チャンネルPigoo）
- アニメマシテ スペシャル（9月28日、テレビ東京）
- 「祝!ガールフレンド（仮）総勢○○名!声優さんにいろいろ聞いときましたSP」（10月6日、テレビ東京）
- あにむす!（11月20日、テレビ東京）

2016年
- かどみゅ!（10月16日、WOWOWライブ）

### Web番組
2000年代
- ECO☆スタジオ（ECO放送局）（2005年9月 - 2008年6月）

2010年代
- とりあえず生中（三杯目）〜アニメ・ゲームの木曜日〜（6月10日）
- バカとテストと召喚獣にっ! コニコ生放送（2011年4月 - 6月）
- えこなまっ!（2011年7月 - 2012年12月、ニコニコ生放送）
- 原田ひとみチャンネル（2012年 - 2013年、ニコニコ生放送）
- 音mart Presents 声優バラエティ ベッドの上からお届けします! #3・21（2012年9月28日・2014年3月31日、ニコニコチャンネル内音泉チャンネル）
- 2.5次元てれび（2013年6月13日、2.5次元てれびWebサイト内）
- 阿部敦の声優百貨店 #18（2014年9月29日、ニコニコ生放送）
- ニコ生・機巧少女〜原田ひとみの夜々夜会〜（？）
- 『精霊使いの剣舞＆魔弾の王と戦姫』特番ダチャンネル（？）
- 閃乱カグラ 爆乳ハイパー発表会2014 デカ盛りパイスクール（？）
- 「犬神さんと猫山さん」ワンだふる放送局ふたりでゴロニャン♪（？）
- スマイル☆シューター Dear my Dream スマイスターズMeeting #1（2015年6月1日、ニコニコ生放送「スマイル☆シューターチャンネル内公式」）
- VALKYRIE DRIVE present's パイは地球を救う!?ニコ生パイ作戦!（2015年8月1日、ニコニコ生放送）

### 映像商品
2010年
- TVアニメ『バカとテストと召喚獣』Blu-ray & DVD 映像特典2 第1巻 - 第6巻

2011年
- ひとみごっつ（）
- バカとテストと召喚獣にっ! Blu-ray & DVD 第1巻 - 第6巻 映像特典「リアルFクラスの日常。」（2011年 - 2012年）

2012年
- ひとみごっつ2（）
- 有野晋哉とやまけんの声優学会 Vol.1（7月25日）

2013年
- 閃乱カグラ Blu-ray/DVD 第壱巻 - 第六巻特典映像「お忍び女子会」
- 機巧少女は傷つかない Blu-ray & DVD Vol.1 - 6 一夜限りの夜会SP Vol.1 - 6（2013年 - 2014年）

2014年
- 下田麻美と江口拓也のMF文庫Jラジオあらいぶ!!DVD拡張販売の旅in九州（3月26日）
- 原田ひとみの女体ナイト（）
- つれゲーVol.14 原田ひとみ&五十嵐裕美×零〜zero〜（10月22日）

2015年
- 原田ひとみの猥…怪談ナイト（10月25日）

2018年
- THE IDOLM@STER CINDERELLA GIRLS 5thLIVE TOUR Serendipity Parade!!!@SAITAMA SUPER ARENA（8月29日）

### 朗読劇
- 朗読劇だよ!あっぷるず 萠えよ奥様〜Enter the Mocchie〜（2003年10月26日、マーリョ）
- 新あっぷるず朗読劇 悟りとサソリとパンケーキ（2004年5月3日、本宮博）
- 原田ひとみの猥…怪談ナイト（2015年8月13日）

### その他コンテンツ
- アプリ『スマイル☆シューター Love me Idol!』（2012年、秋山麻柚）
- アプリ『夜々フリック』（2014年、夜々）
- PV『イマノワタシニデキルコト…』（2016年、那海）

## ディスコグラフィ

### シングル
|            | 発売日         | タイトル            | 規格品番  | 規格品番   | オリコン 最高位 |
| 初回限定盤 | 発売日         | タイトル            | 通常盤    |            | オリコン 最高位 |
| ---------- | -------------- | ------------------- | --------- | ---------- | --------------- |
| ※          | 2006年10月27日 | eternal feather     | -         | SW-006SF   | 106位           |
| ※          | 2008年4月11日  | emotional flutter   | -         | SW-030SS   | 32位            |
| ※          | 2009年8月7日   | little explorer     | -         | SW-045S    | 圈外            |
| ※          | 2010年1月22日  | MACHINE DOLL        | -         | ZMCZ-5352  | 174位           |
| 1st        | 2011年7月27日  | Once                | -         | MFCZ-1010  | 32位            |
| 2nd        | 2011年11月24日 | Stellina            | -         | WFCT-0001  | 78位            |
| 3rd        | 2012年3月21日  | Scarlet Emblem      | MFCZ-6001 | MFCZ-6002  | 42位            |
| 4th        | 2012年8月8日   | Magenta Another Sky | -         | WFCT-0005  | 47位            |
| 5th        | 2013年2月27日  | 疾走論              | -         | MFCZ-1021  | 44位            |
| 6th        | 2013年11月6日  | Anicca              | -         | ZMCZ-8909  | 19位            |
| 7th        | 2014年7月23日  | 共鳴のTrue Force    | -         | ZMCZ-9539  | 25位            |
| 8th        | 2014年11月26日 | Schwarzer Bogen     | ZMCZ-9719 | ZMCZ-9720  | 35位            |
| 9th        | 2015年11月25日 | Overdrive           | -         | ZMCZ-10274 | 54位            |

### アルバム
|            | 発売日        | タイトル                                           | 規格品番  | 規格品番  | オリコン 最高位 |
| 初回限定盤 | 発売日        | タイトル                                           | 通常盤    |           | オリコン 最高位 |
| ---------- | ------------- | -------------------------------------------------- | --------- | --------- | --------------- |
| 1st        | 2015年2月4日  | glänzend                                           | ZMCZ-9843 | ZMCZ-9844 | 20位            |
| ライブ     | 2015年4月25日 | 原田ひとみアコースティックライブ2014〜夏の思い出〜 | -         | HNKT-001  | -               |
| ミニ       | 2017年4月30日 | y plus                                             | -         | HNKT-0002 | -               |

### タイアップ曲
| 楽曲                            | タイアップ                                                                               | 時期   |
| ------------------------------- | ---------------------------------------------------------------------------------------- | ------ |
| もう一度だけ                    | ゲーム『しあわせのかたち』オープニングテーマ                                             | 2003年 |
| 潮風と麦わら帽子                | ゲーム『Pia♥キャロットへようこそ!!3』イメージソング                                      | 2003年 |
| HERO                            | ゲーム『Pia♥キャロットへようこそ!!3』イメージソング                                      | 2003年 |
| 春 -feel coming spring-         | ゲーム『はるのあしおと』オープニングテーマ                                               | 2004年 |
| 風に吹かれて                    | ゲーム『はるのあしおと』イメージソング                                                   | 2004年 |
| 星座の日々                      | ゲーム『六ツ星きらり』挿入歌                                                             | 2004年 |
| 冬だより                        | ゲーム『ゆのはな』オープニングテーマ                                                     | 2005年 |
| 約束〜resume〜                  | ゲーム『ゆのはな』エンディングテーマ                                                     | 2005年 |
| nachu☆nachu                     | ゲーム『なつ☆なつ』オープニングテーマ                                                    | 2005年 |
| とどけて、My Heart!             | OVA『はるのあしおと The Movie 桜鈴奪還』オープニングテーマ                               | 2006年 |
| いつか、また                    | OVA『はるのあしおと The Movie 桜鈴奪還』エンディングテーマ                               | 2006年 |
| 悠久の翼                        | ゲーム『ef - the first tale.』エンディングテーマ                                         | 2006年 |
| 満ちる季節〜vocal ver〜         | ゲーム『ゆのはな』イメージソング                                                         | 2007年 |
| 覚めない夢の場所                | ゲーム『らいでぃんぐいんきゅばす』オープニングテーマ                                     | 2007年 |
| emotional flutter               | ゲーム『ef - the latter tale.』オープニングテーマ                                        | 2008年 |
| ever forever                    | ゲーム『ef - the latter tale.』エンディングテーマ                                        | 2008年 |
| little explorer                 | ゲーム『eden*』主題歌                                                                    | 2009年 |
| MACHINE DOLL                    | ライトノベル『機巧少女は傷つかない』イメージソング                                       | 2010年 |
| Möbius                          | ライトノベル『機巧少女は傷つかない』イメージソング                                       | 2010年 |
| 春調 -はるいろ-                 | ゲーム『恋神 -ラブカミ-』オープニングテーマ                                              | 2010年 |
| echt forgather                  | ゲーム『ef - a fairy tale of the two.』イメージソング                                    | 2010年 |
| Go! Go! Girls!                  | ゲーム『萌え萌え大戦争☆げんだいばーん』オープニングテーマ                                | 2011年 |
| Once                            | テレビアニメ『いつか天魔の黒ウサギ』オープニングテーマ                                   | 2011年 |
| 求愛リアル                      | テレビアニメ『いつか天魔の黒ウサギ』イメージソング                                       | 2011年 |
| Stellina                        | ゲーム『アルカナ・ファミリア -La storia della Arcana Famiglia-』オープニングテーマ       | 2011年 |
| Scarlet Emblem                  | テレビ番組『アニメTV』3月度オープニングテーマ                                            | 2012年 |
| Requ≠iem                        | ゲーム『アルカナ・ファミリア -幽霊船の魔術師-』オープニングテーマ                        | 2012年 |
| Magenta Another Sky             | テレビアニメ『アルカナ・ファミリア -La storia della Arcana Famiglia-』オープニングテーマ | 2012年 |
| Be Stars                        | Webラジオ『閃乱カグラ 原田ひとみ・今井麻美のにゅうにゅうにゅうラジオ』オープニングテーマ | 2012年 |
| The Brave Under The Summer Sky. | ゲーム『夏空のペルセウス』オープニングテーマ                                             | 2012年 |
| 疾走論                          | テレビアニメ『閃乱カグラ』エンディングテーマ                                             | 2013年 |
| 疾走論                          | テレビ番組『アニメTV』？月度エンディングテーマ                                           | 2013年 |
| Anicca                          | テレビアニメ『機巧少女は傷つかない』オープニングテーマ                                   | 2013年 |
| Burnt Red                       | ゲーム『機巧少女は傷つかない Facing "Burnt Red"』テーマソング                            | 2013年 |
| Promessa                        | ゲーム『アルカナ・ファミリア2』オープニングテーマ                                        | 2013年 |
| RUN.EVE.RUN                     | ゲーム『12の月のイヴ』オープニングテーマ                                                 | 2014年 |
| 共鳴のTrue Force                | テレビアニメ『精霊使いの剣舞』オープニングテーマ                                         | 2014年 |
| Daydream Duel                   | ゲーム『精霊使いの剣舞〜DayDreamDuel〜』イメージソング                                   | 2014年 |
| Schwarzer Bogen                 | テレビアニメ『魔弾の王と戦姫』エンディングテーマ                                         | 2014年 |
| Cherish                         | ゲーム『ソレヨリノ前奏詩』オープニングテーマ                                             | 2015年 |
| Oh No,Oh No                     | メディアミックスプロジェクト『VALKYRIE DRIVE』イメージソング                             | 2015年 |
| MAGICAL JOURNEY                 | パチスロ『WITCH MASTER』挿入歌                                                           | 2015年 |
| 英勇に憧れた少年の物語          | ライトノベル『世界の終わりの世界録』イメージソング                                       | 2015年 |
| 秘められた力 -古代召喚術-       | ライトノベル『世界の終わりの世界録』イメージソング                                       | 2015年 |
| Overdrive                       | テレビアニメ『VALKYRIE DRIVE -MERMAID-』オープニングテーマ                               | 2015年 |
| BLIND DRIVE                     | ゲーム『VALKYRIE DRIVE -BHIKKHUNI-』オープニングテーマ                                   | 2015年 |
| Rendezvous                      | ゲーム『罪ノ光ランデヴー』オープニングテーマ                                             | 2016年 |
| はじめてイノベーション          | ゲーム『はじめてのノベルゲーム』オープニングテーマ                                       | 2016年 |
| はじノベ戦隊はじレンジャー      | ゲーム『はじめてのノベルゲーム』オープニングテーマ                                       | 2016年 |
| 哀刻の鼓動                      | ゲーム『はじめてのノベルゲーム』挿入歌                                                   | 2016年 |
| Tetra.                          | ゲーム『トリノライン』オープニングテーマ                                                 | 2017年 |
| 盲目のwill                      | ゲーム『異世界からのノノ』イメージソング                                                 | 2017年 |
| N                               | ゲーム『RXN-雷神-』オープニングテーマ                                                    | 2018年 |
| 嗤うがいい                      | パチスロ『S呪怨 再誕AT』BGM                                                              | 2019年 |
| 宿命の刃                        | ゲーム『八剱伝』オープニングテーマ                                                       | 2024年 |

### 歌手参加楽曲
| 発売日   | 商品名                                                               | 歌                             | 楽曲                                                        | 備考                                                       |
| 2003年   | 2003年                                                               | 2003年                         | 2003年                                                      | 2003年                                                     |
| -------- | -------------------------------------------------------------------- | ------------------------------ | ----------------------------------------------------------- | ---------------------------------------------------------- |
| 9月12日  | Pia♥キャロットへようこそ!!3〜Songs〜                                 | 原田ひとみ                     | 「潮風と麦わら帽子」 「HERO」                               | ゲーム『Pia♥キャロットへようこそ!!3』イメージソング        |
| 2004年   |                                                                      |                                |                                                             |                                                            |
| 8月13日  | Solstice - an original sound track of "Feel coming spring"           | 原田ひとみ                     | 「春 -feel coming spring-」                                 | ゲーム『はるのあしおと』オープニングテーマ                 |
| 2005年   |                                                                      |                                |                                                             |                                                            |
| 2月25日  | はるのあしおと おりじなるそんぐあるばむ はるのうた                   | 原田ひとみ                     | 「風に吹かれて」 「春 -feel coming spring- rearrange ver.」 | ゲーム『はるのあしおと』イメージソング                     |
| 9月16日  | V-Hearts vol.3                                                       | 原田ひとみ                     | 「冬だより」                                                | ゲーム『ゆのはな』オープニングテーマ                       |
| 9月16日  | V-Hearts vol.3                                                       | 原田ひとみ                     | 「約束〜resume〜」                                          | ゲーム『ゆのはな』エンディングテーマ                       |
| 9月16日  | V-Hearts vol.3                                                       | 原田ひとみ                     | 「もう一度だけ」                                            | ゲーム『しあわせのかたち』オープニングテーマ               |
| 9月16日  | V-Hearts vol.3                                                       | 原田ひとみ                     | 「星座の日々」                                              | ゲーム『六ツ星きらり』挿入歌                               |
| 9月16日  | V-Hearts vol.3                                                       | 新堂真弓、原田ひとみ           | 「ハートにご用心」                                          | ゲーム『ときどきパクッちゃお!』オープニングテーマ          |
| 10月28日 | なつ☆なつ サウンドトラック                                           | 原田ひとみ                     | 「nachu☆nachu」                                             | ゲーム『なつ☆なつ』オープニングテーマ                      |
| 2006年   |                                                                      |                                |                                                             |                                                            |
| 3月31日  | a heart for you.                                                     | 原田ひとみ with 桜鈴シスターズ | 「とどけて、My Heart!」                                     | OVA『はるのあしおと The Movie 桜鈴奪還』オープニングテーマ |
| 3月31日  | a heart for you.                                                     | 原田ひとみ                     | 「いつか、また」                                            | OVA『はるのあしおと The Movie 桜鈴奪還』エンディングテーマ |
| 2007年   |                                                                      |                                |                                                             |                                                            |
| 8月24日  | PULLTOP VOCAL COLLECTION『うたのかんづめ』                           | 原田ひとみ                     | 「満ちる季節〜vocal ver〜」                                 | ゲーム『ゆのはな』イメージソング                           |
| 9月28日  | らいでぃんぐいんきゅばす 特典CD                                      | 原田ひとみ                     | 「覚めない夢の場所」                                        | ゲーム『らいでぃんぐいんきゅばす』オープニングテーマ       |
| 2009年   |                                                                      |                                |                                                             |                                                            |
| 5月5日   | 花 -HANA-                                                            | 原田ひとみ                     | 「50% Alive'n'Dead」                                        | 『東方花映塚 東方妖々夢 Ancient Temple』同人ボーカル       |
| 2010年   |                                                                      |                                |                                                             |                                                            |
| 4月29日  | ef - a fairy tale of the two. 初回限定特別同梱版CD「echt forgather」 | 原田ひとみ                     | 「echt forgather」                                          | ゲーム『ef - a fairy tale of the two.』イメージソング      |
| 10月29日 | 恋神 -ラブカミ- 初回限定版特典CD                                     | 原田ひとみ                     | 「春調 -はるいろ-」                                         | ゲーム『恋神 -ラブカミ-』オープニングテーマ                |
| 11月25日 | 機巧少女は傷つかない4 CD（Side-A）付き特装版                         | 原田ひとみ                     | 「Möbius」                                                  | ライトノベル『機巧少女は傷つかない』イメージソング         |
| 2011年   |                                                                      |                                |                                                             |                                                            |
| -        | Go! Go! Girls!                                                       | 原田ひとみ                     | 「Go! Go! Girls!」                                          | ゲーム『萌え萌え大戦争☆げんだいばーん』オープニングテーマ  |
| 2012年   |                                                                      |                                |                                                             |                                                            |
| 12月21日 | 夏空のペルセウス ヴォーカルトラック集「Summer Sky」                  | 原田ひとみ                     | 「The Brave Under The Summer Sky.」                         | ゲーム『夏空のペルセウス』オープニングテーマ               |
| 2014年   |                                                                      |                                |                                                             |                                                            |
| 1月31日  | 12の月のイヴ 特典サウンドトラックCD「eve」                           | 原田ひとみ                     | 「RUN.EVE.RUN」                                             | ゲーム『12の月のイヴ』オープニングテーマ                   |
| 2015年   |                                                                      |                                |                                                             |                                                            |
| 2月27日  | Cherish                                                              | 原田ひとみ                     | 「Cherish」                                                 | ゲーム『ソレヨリノ前奏詩』オープニングテーマ               |
| 8月14日  | WITCHMASTER START UP TRACKS 2                                        | 原田ひとみ                     | 「MAGICAL JOURNEY」                                         | パチスロ『WITCH MASTER』挿入歌                             |
| 9月16日  | 少年騎士と3人の少女の英雄詩                                          | 原田ひとみ                     | 「英勇に憧れた少年の物語」 「秘められた力 -古代召喚術-」    | ライトノベル『世界の終わりの世界録』イメージソング         |
| 12月10日 | VALKYRIE DRIVE -BHIKKHUNI- オリジナルサウンドトラックCD              | 原田ひとみ                     | 「BLIND DRIVE」                                             | ゲーム『VALKYRIE DRIVE -BHIKKHUNI-』オープニングテーマ     |
| 2016年   |                                                                      |                                |                                                             |                                                            |
| 2月26日  | avec toi                                                             | 原田ひとみ                     | 「Rendezvous」                                              | ゲーム『罪ノ光ランデヴー』オープニングテーマ               |
| 8月14日  | はじめてのノベルゲーム 特別版付属サントラCD                          | 原田ひとみ                     | 「はじめてイノベーション」                                  | ゲーム『はじめてのノベルゲーム』オープニングテーマ         |
| 8月14日  | はじめてのノベルゲーム 特別版付属サントラCD                          | 原田ひとみ                     | 「はじノベ戦隊はじレンジャー」                              | ゲーム『はじめてのノベルゲーム』オープニングテーマ         |
| 8月14日  | はじめてのノベルゲーム 特別版付属サントラCD                          | 原田ひとみ                     | 「哀刻の鼓動」                                              | ゲーム『はじめてのノベルゲーム』挿入歌                     |
| 8月14日  | はじめてのノベルゲーム 特別版付属サントラCD                          | マリアンヌ？（原田ひとみ）     | 「冗談クロニクル」                                          | ゲーム『はじめてのノベルゲーム』テーマソング               |
| 2017年   |                                                                      |                                |                                                             |                                                            |
| 3月31日  | LINES                                                                | 原田ひとみ                     | 「Tetra.」                                                  | ゲーム『トリノライン』オープニングテーマ                   |
| 2018年   |                                                                      |                                |                                                             |                                                            |
| 7月21日  | RXN-雷神- オリジナルサウンドトラック                                 | 原田ひとみ                     | 「N [Parallel Mix]」                                        | ゲーム『RXN-雷神-』オープニングテーマ                      |
| 2019年   |                                                                      |                                |                                                             |                                                            |
| 4月28日  | 黒い涙と護るべき命と                                                 | 原田ひとみ                     | 「黒い涙と護るべき命と」                                    | ゲーム『メシア‰』テーマソング                              |
| 12月9日  | パチスロ 呪怨 再誕AT オリジナルサウンドトラック                      | 原田ひとみ                     | 「嗤うがいい」                                              | パチスロ『S呪怨 再誕AT』関連曲                             |

### キャラクターソング
| 発売日   | 商品名 | 歌 | 楽曲                                                                          | 備考                                                                             |
| 2009年   | 2009年 | 2009年 | 2009年                                                                        | 2009年                                                                           |
| -------- | --- | --- | ----------------------------------------------------------------------------- | -------------------------------------------------------------------------------- |
| 10月21日 | PURE SONGS@DREAM C CLUB                                                                                             | るい（原田ひとみ） | 「時間のカケラ」                                                              | ゲーム『ドリームクラブ』関連曲                                                   |
| 10月21日 | PURE SONGS@DREAM C CLUB                                                                                             | DREAM C CLUB All HostGirls | 「恋・KOI☆week end!」                                                         | ゲーム『ドリームクラブ』関連曲                                                   |
| 12月23日 | ささめきこと オリジナルドラマCD 純夏の一番長い日                                                                    | 蓮賀朋絵（原田ひとみ）、当麻みやこ（斎藤千和）、早澄野江（前田愛）、蒼井あずさ（牧口真幸）、関寺晶（早水リサ）、村雨天海（大川透） | 「人生はパーティー〈完全版〉」                                                | ドラマCD『ささめきこと』挿入歌                                                   |
| 2010年   | | |                                                                               |                                                                                  |
| 2月10日  | バカ・ゴー・ホーム                                                                                                  | milktub feat.バカテスオールスターズ | 「バカ・ゴー・ホーム」                                                        | テレビアニメ『バカとテストと召喚獣』エンディングテーマ                           |
| 2月24日  | バカとテストと召喚獣 キャラクターソングミニアルバム                                                                 | 姫路瑞希（原田ひとみ） | 「恋のスクランブルエッグ」                                                    | テレビアニメ『バカとテストと召喚獣』関連曲                                       |
| 3月24日  | Bakatesu Gachinko Music                                                                                             | 姫路瑞希（原田ひとみ）、島田美波（水橋かおり）、木下秀吉（加藤英美里）、霧島翔子（磯村知美） | 「晴れときどき笑顔」                                                          | テレビアニメ『バカとテストと召喚獣』エンディングテーマ                           |
| 3月25日  | PURE SONGS 2@DREAM C CLUB                                                                                           | るい（原田ひとみ） | 「イケないLip stick」                                                         | ゲーム『ドリームクラブ』関連曲                                                   |
| 6月23日  | ひだまりスケッチ×☆☆☆ vol.4 完全生産限定版特典キャラクターCD vol.4 乃莉                                              | 乃莉（原田ひとみ） | 「心アンテナ」                                                                | テレビアニメ『ひだまりスケッチ×☆☆☆』関連曲                                       |
| 8月13日  | Raspberry Compote                                                                                                   | イチコちゃん（原田ひとみ） | 「笑顔咲かそ！」                                                              | 電撃大王15周年マスコット『イチコちゃん』関連曲                                   |
| 8月13日  | Raspberry Compote                                                                                                   | イチコちゃん（原田ひとみ）、ピッピ（金元寿子） | 「The 15th Anniversary」                                                      | 電撃大王15周年マスコット『イチコちゃん』関連曲                                   |
| 8月27日  | みっくす☆はーとっ                                                                                                   | スマイル☆シューター | 「らぶりーすまいる」                                                          | ゲーム『スマイル☆シューター〜ふぁーすと☆ちけっと〜』主題歌                       |
| 8月27日  | みっくす☆はーとっ                                                                                                   | 秋山麻柚（原田ひとみ） | 「願い星」                                                                    | 『スマイル☆シューター』関連曲                                                    |
| 12月10日 | DREAM C CLUB PURE SONGS CLIPS Vol.1 特典CD                                                                          | るい（原田ひとみ）、玲香（早水リサ） | 「イケないLip stick（るい＆玲香ユニットVer.）」                               | ミュージッククリップ『DREAM C CLUB PURE SONGS CLIPS Vol.1』関連曲                |
| 2011年   | | |                                                                               |                                                                                  |
| 1月14日  | ふぇあり〜☆めろでぃ〜                                                                                               | スマイル☆シューター | 「ちょびっとオーバークロッカー♪」                                             | 『スマイル☆シューター』関連曲                                                    |
| 1月14日  | ふぇあり〜☆めろでぃ〜                                                                                               | 秋山麻柚（原田ひとみ） | 「初恋Distance」                                                              | 『スマイル☆シューター』関連曲                                                    |
| 8月10日  | PURE SONGS ZERO@DREAM C CLUB                                                                                        | るい（原田ひとみ） | 「時間のカケラ 0 ver.」 「イケないLip stick 0 ver.」                          | ゲーム『ドリームクラブZERO』関連曲                                               |
| 8月24日  | 明久ハーレムCD | 吉井明久（下野紘）、姫路瑞希（原田ひとみ） | 「月光Love sick」                                                             | テレビアニメ『バカとテストと召喚獣』関連曲                                       |
| 8月24日  | 明久ハーレムCD | 姫路瑞希（原田ひとみ） | 「月光Love sick」                                                             | テレビアニメ『バカとテストと召喚獣』関連曲                                       |
| 8月31日  | 乱れ咲き | 飛鳥（原田ひとみ）、斑鳩（今井麻美）、葛城（小林ゆう）、柳生（水橋かおり）、雲雀（井口裕香） | 「乱れ咲き」                                                                  | ゲーム『閃乱カグラ -少女達の真影-』オープニングテーマ                            |
| 9月7日   | わたしとウチと乙女心                                                                                                | 姫路瑞希（原田ひとみ） | 「会いたくても会いたくても遠いのです」                                        | テレビアニメ『バカとテストと召喚獣』関連曲                                       |
| 12月28日 | マケン姫っ! 全エンディングっ!                                                                                       | 六条実（美名）、二条秋（原田ひとみ） | 「Baby!Baby! Ver.13」                                                         | OVA『マケン姫っ!』エンディングテーマ                                             |
| 2012年   | | |                                                                               |                                                                                  |
| 3月29日  | OTOMEDIUS-X ORIGINAL SOUNDTRACK                                                                                     | 空羽亜乃亜（佐藤利奈）、アーンヴァル（阿澄佳奈）、ストラーフ（茅原実里）、月士華風魔（佐藤聡美）、ココロ・ベルモンド（原田ひとみ） | 「fly〜Full Ver.〜」                                                          | ゲーム『オトメディウスX』オープニングテーマ                                      |
| 10月24日 | おーぷん☆きゃんばす                                                                                                 | ゆの（阿澄佳奈）、宮子（水橋かおり）、ヒロ（後藤邑子）、沙英（新谷良子）、乃莉（原田ひとみ）、なずな（小見川千明） | 「おーぷん☆きゃんばす」                                                       | テレビアニメ『ひだまりスケッチ×ハニカム』オープニングテーマ                      |
| 2013年   | | |                                                                               |                                                                                  |
| 1月23日  | THE IDOLM@STER CINDERELLA MASTER 013 十時愛梨                                                                       | 十時愛梨（原田ひとみ） | 「アップルパイ・プリンセス」                                                  | ゲーム『アイドルマスター シンデレラガールズ』関連曲                              |
| 1月26日  | ヨロシク☆サンキュ                                                                                                   | スマイル☆シューター | 「ヨロシク☆サンキュ」                                                         | 『スマイル☆シューター』関連曲                                                    |
| 2月13日  | Fighting Dreamer/闇夜は乙女を花にする                                                                               | 飛鳥（原田ひとみ）、斑鳩（今井麻美）、葛城（小林ゆう）、柳生（水橋かおり）、雲雀（井口裕香） | 「Fighting Dreamer」                                                          | テレビアニメ『閃乱カグラ』エンディングテーマ                                     |
| 2月28日  | 閃乱カグラ SHINOVI VERSUS -少女達の証明- アレンジサウンドトラック『月華に舞い散る少女たち』                         | 飛鳥（原田ひとみ）、雪泉（原由実） | 「華々の覚悟」                                                                | ゲーム『閃乱カグラ SHINOVI VERSUS -少女達の証明-』オープニングテーマ             |
| 6月26日  | 波打際のむろみさん キャラクターソングアルバム〜波打際のMUSIC                                                        | 富士さん（原田ひとみ） | 「Sweet pain」                                                                | テレビアニメ『波打際のむろみさん』関連曲                                         |
| 11月27日 | 回レ!雪月花 | 歌組雪月花 | 「回レ！雪月花」                                                              | テレビアニメ『機巧少女は傷つかない』エンディングテーマ                           |
| 11月27日 | 回レ!雪月花 | 歌組雪月花 | 「夢見サンライズ」 「回レ！雪月花（chiptune Remix）」                         | テレビアニメ『機巧少女は傷つかない』関連曲                                       |
| 11月27日 | ひだまループ×エブリデイ♪                                                                                            | 乃莉（原田ひとみ）、なずな（小見川千明） | 「カムカムキャロット☆」                                                       | テレビアニメ『ひだまりスケッチ×ハニカム』関連曲                                  |
| 11月27日 | ひだまループ×エブリデイ♪                                                                                            | ゆの（阿澄佳奈）、宮子（水橋かおり）、ヒロ（後藤邑子）、沙英（新谷良子）、乃莉（原田ひとみ）、なずな（小見川千明） | 「フラワーリーフ〜みんなでひとつ〜」                                          | テレビアニメ『ひだまりスケッチ×ハニカム』関連曲                                  |
| 11月27日 | ひだまループ×エブリデイ♪                                                                                            | ひだまり荘のみんな | 「組曲「ひだまりスケッチ」〜超ひだまつりin日本武道館〜」                      | テレビアニメ『ひだまりスケッチ×ハニカム』関連曲                                  |
| 12月25日 | 機巧少女は傷つかない Blu-ray&DVD Vol.1 初回生産特典スペシャルソングCD                                               | 夜々（原田ひとみ） | 「回レ!雪月花 夜々ver.」                                                      | テレビアニメ『機巧少女は傷つかない』関連曲                                       |
| 12月25日 | 機巧少女は傷つかない Blu-ray&DVD Vol.1 初回生産特典スペシャルソングCD                                               | 歌組雪月花 | 「ココロ＝ハレーション」                                                      | テレビアニメ『機巧少女は傷つかない』関連曲                                       |
| 2014年   | | |                                                                               |                                                                                  |
| 3月5日   | Welcome Smile | スマイル☆シューター | 「Welcome Smile」                                                             | 『スマイル☆シューター』関連曲                                                    |
| 3月19日  | マケン姫っ!通 ビキニだらけの大音楽会 悩殺部門篇                                                                     | 二条秋（原田ひとみ）、六条実（美名） | 「耳に残るは君の声」                                                          | テレビアニメ『マケン姫っ!通』関連曲                                              |
| 4月4日   | デカ盛り 閃乱カグラ 全曲入り大盛りデジタルサウンドトラック                                                          | 飛鳥（原田ひとみ） | 「恋の秘伝忍法」                                                              | ゲーム『デカ盛り 閃乱カグラ』オープニングテーマ                                  |
| 4月4日   | デカ盛り 閃乱カグラ 全曲入り大盛りデジタルサウンドトラック                                                          | 飛鳥（原田ひとみ） | 「ふとまきニンニン」                                                          | ゲーム『デカ盛り 閃乱カグラ』関連曲                                              |
| 8月7日   | 閃乱カグラ オリジナルサウンドトラック -真影/紅蓮/真紅-                                                              | 国立半蔵学院 | 「光と闇の彼方」                                                              | ゲーム『閃乱カグラ2 -真紅-』オープニングテーマ                                   |
| 8月7日   | 閃乱カグラ オリジナルサウンドトラック -真影/紅蓮/真紅-                                                              | 飛鳥（原田ひとみ）、焔（喜多村英梨） | 「真紅」                                                                      | ゲーム『閃乱カグラ2 -真紅-』エンディングテーマ                                   |
| 8月7日   | 閃乱カグラ2 -真紅- アレンジサウンドトラック『真紅に舞い踊る少女たち』                                               | 飛鳥（原田ひとみ） | 「光と闇の彼方」                                                              | ゲーム『閃乱カグラ2 -真紅-』関連曲                                               |
| 12月24日 | THE IDOLM@STER CINDERELLA MASTER Passion jewelries! 002                                                             | 十時愛梨（原田ひとみ）、日野茜（赤﨑千夏）、高森藍子（金子有希）、星輝子（松田颯水）、堀裕子（鈴木絵理） | 「絶対特権主張しますっ!」 「ゴキゲンParty Night」                             | ゲーム『アイドルマスター シンデレラガールズ』関連曲                              |
| 12月24日 | THE IDOLM@STER CINDERELLA MASTER Passion jewelries! 002                                                             | 十時愛梨（原田ひとみ） | 「PURE SNOW」                                                                 | ゲーム『アイドルマスター シンデレラガールズ』関連曲                              |
| 2015年   | | |                                                                               |                                                                                  |
| 2月18日  | THE IDOLM@STER CINDERELLA GIRLS ANIMATION PROJECT 01 Star!!                                                         | 高垣楓（早見沙織）、城ヶ崎美嘉（佳村はるか）、小日向美穂（津田美波）、十時愛梨（原田ひとみ）、川島瑞樹（東山奈央）、日野茜（赤﨑千夏）、輿水幸子（竹達彩奈）、佐久間まゆ（牧野由依）、白坂小梅（桜咲千依） | 「お願い!シンデレラ」                                                         | テレビアニメ『アイドルマスター シンデレラガールズ』挿入歌                        |
| 2月25日  | ガールフレンド（仮） BD/DVD Vol.2 特典CD                                                                            | 望月エレナ（原田ひとみ） | 「妄想♥モーション」                                                           | テレビアニメ『ガールフレンド（仮）』関連曲                                       |
| 3月26日  | 閃乱カグラ ESTIVAL VERSUS -少女達の選択- 限定版特典アレンジサウンドトラックCD『Sunbeam's Kiss』/『Ray of Sunlight』 | 飛鳥（原田ひとみ）、雪泉（原由実） | 「SUNSHINE FES」                                                              | ゲーム『閃乱カグラ ESTIVAL VERSUS -少女達の選択-』オープニングテーマ             |
| 3月26日  | 閃乱カグラ ESTIVAL VERSUS -少女達の選択- 限定版特典アレンジサウンドトラックCD『Sunbeam's Kiss』/『Ray of Sunlight』 | 飛鳥（原田ひとみ） | 「SUNSHINE FES」                                                              | ゲーム『閃乱カグラ ESTIVAL VERSUS -少女達の選択-』関連曲                         |
| 2016年   | | |                                                                               |                                                                                  |
| 4月27日  | STAR☆T | Sirius | 「Believe in Stars」                                                          | ゲーム『バトルガール ハイスクール』関連曲                                        |
| 10月14日 | THE IDOLM@STER CINDERELLA GIRLS 4thLIVE TriCastle Story -Brand new Castle- 会場オリジナルCD 絶対ピンクな小箱        | 十時愛梨（原田ひとみ） | 「絶対特権主張しますっ！」                                                    | ゲーム『アイドルマスター シンデレラガールズ』関連曲                              |
| 12月21日 | キミはワタシの…♡/Growing×Heart                                                                                      | Pixie | 「キミはワタシの…♡」                                                          | ゲーム『バトルガール ハイスクール』関連曲                                        |
| 11月30日 | - | アデル（原田ひとみ） | 「絶望の淵に咲く花の詩」                                                      | ゲーム『放課後ガールズトライブ』劇中歌                                           |
| 2017年   | | |                                                                               |                                                                                  |
| 1月25日  | THE IDOLM@STER CINDERELLA GIRLS VIEWING REVOLUTION Yes! Party Time!!                                                | 川島瑞樹（東山奈央）、小早川紗枝（立花理香）、高垣楓（早見沙織）、高森藍子（金子有希）、十時愛梨（原田ひとみ） | 「GOIN’!!!」                                                                  | ゲーム『アイドルマスター シンデレラガールズ ビューイングレボリューション』関連曲 |
| 2月8日   | THE IDOLM@STER CINDERELLA MASTER EVERMORE                                                                           | アナスタシア（上坂すみれ）、緒方智絵里（大空直美）、神谷奈緒（松井恵理子）、川島瑞樹（東山奈央）、輿水幸子（竹達彩奈）、小早川紗枝（立花理香）、佐久間まゆ（牧野由依）、白坂小梅（桜咲千依）、高森藍子（金子有希）、十時愛梨（原田ひとみ）、日野茜（赤﨑千夏）、北条加蓮（渕上舞）、星輝子（松田颯水）、堀裕子（鈴木絵理）、三村かな子（大坪由佳） | 「ゴキゲンParty Night」                                                       | ゲーム『アイドルマスター シンデレラガールズ』関連曲                              |
| 2月15日  | ガールフレンド（仮） キャラクターソングシリーズ Vol.02                                                              | オートフォーカス | 「One step!」                                                                 | ゲーム『ガールフレンド（仮）』関連曲                                             |
| 2月15日  | ガールフレンド（仮） キャラクターソングシリーズ Vol.02                                                              | 望月エレナ（原田ひとみ） | 「クレイジーファインダー」                                                    | ゲーム『ガールフレンド（仮）』関連曲                                             |
| 3月16日  | 閃乱カグラ PEACH BEACH SPLASH オリジナルサウンドトラック                                                            | 飛鳥（原田ひとみ）、雪泉（原由実） | 「RAINBOW KISS」                                                              | ゲーム『閃乱カグラ PEACH BEACH SPLASH』オープニングテーマ                        |
| 3月16日  | 閃乱カグラ PEACH BEACH SPLASH オリジナルサウンドトラック                                                            | 飛鳥（原田ひとみ） | 「RAINBOW KISS」                                                              | ゲーム『閃乱カグラ PEACH BEACH SPLASH』関連曲                                    |
| 7月19日  | ガールフレンド（仮） キャラクターソングシリーズ Vol.07                                                              | れもんみるくちょこれーと☆ | 「キャキャキャウフフは止まらない」                                            | ゲーム『ガールフレンド（♪）』関連曲                                              |
| 7月26日  | ホシノキズナ | 神樹ヶ峰女学園星守クラス | 「ホシノキズナ」                                                              | テレビアニメ『バトルガール ハイスクール』オープニングテーマ                      |
| 8月9日   | THE IDOLM@STER CINDERELLA GIRLS MASTER SEASONS SUMMER!                                                              | 上田鈴帆（春野ななみ）、佐藤心（花守ゆみり）、十時愛梨（原田ひとみ） | 「CoCo夏夏夏 Holiday」                                                        | ゲーム『アイドルマスター シンデレラガールズ』関連曲                              |
| 9月13日  | THE IDOLM@STER CINDERELLA GIRLS STARLIGHT MASTER 13 Sweet Witches' Night 〜6人目はだぁれ〜                          | 三村かな子（大坪由佳）、十時愛梨（原田ひとみ）、森久保乃々（高橋花林）、椎名法子（都丸ちよ）、及川雫（のぐちゆり） | 「Sweet Witches' Night 〜6人目はだぁれ〜（M@STER VERSION）」                  | ゲーム『アイドルマスター シンデレラガールズ スターライトステージ』関連曲         |
| 12月13日 | スーパーボンバーマン R Original Soundtrack                                                                          | プリティーボンバー（原田ひとみ） | 「HERO」                                                                      | ゲーム『スーパーボンバーマン R』エンディングテーマ                               |
| 12月13日 | スーパーボンバーマン R Original Soundtrack                                                                          | プリティーボンバー（原田ひとみ） | 「HERO -R remix-」                                                            | ゲーム『スーパーボンバーマン R』関連曲                                           |
| 2018年   | | |                                                                               |                                                                                  |
| 1月24日  | バトルガール ハイスクール BD・DVD第3巻特典CD                                                                        | 朝比奈心美（原田ひとみ） | 「ホシノキズナ」 「Believe in Stars」 「キミはワタシの…♡」 「空色メモリーズ」 | テレビアニメ『バトルガール ハイスクール』関連曲                                  |
| 2月22日  | 閃乱カグラ Burst Re:Newal 主題歌入りデジタルサウンドトラック                                                        | 飛鳥（原田ひとみ）、焔（喜多村英梨） | 「燐廻」                                                                      | ゲーム『閃乱カグラ Burst Re:Newal』オープニングテーマ                            |
| 4月29日  | 爆乳学園チチをもげ！                                                                                                | 生櫻一十美（原田ひとみ） | 「チチをもげ！」                                                              | M3-2018春で頒布の企画CD                                                          |
| 4月29日  | 爆乳学園チチをもげ！                                                                                                | 絢峯（原田ひとみ） | 「チチをもげ！」                                                              | M3-2018春で頒布の企画CD                                                          |
| 9月8日   | THE IDOLM@STER CINDERELLA GIRLS SS3A Live Sound Booth♪ 会場オリジナルCD                                             | 十時愛梨（原田ひとみ） | 「Sweet Witches' Night 〜6人目はだぁれ〜（M@STER VERSION）」                  | ゲーム『アイドルマスター シンデレラガールズ スターライトステージ』関連曲         |
| 10月10日 | THE IDOLM@STER CINDERELLA GIRLS LITTLE STARS! さよならアロハ                                                        | 木村夏樹（安野希世乃）、十時愛梨（原田ひとみ）、中野有香（下地紫野）、藤本里奈（金子真由美）、宮本フレデリカ（髙野麻美） | 「さよならアロハ」                                                            | テレビアニメ『アイドルマスター シンデレラガールズ劇場』エンディングテーマ        |
| 10月10日 | THE IDOLM@STER CINDERELLA GIRLS LITTLE STARS! さよならアロハ                                                        | 十時愛梨（原田ひとみ） | 「さよならアロハ」                                                            | テレビアニメ『アイドルマスター シンデレラガールズ劇場』関連曲                    |
| 11月9日  | THE IDOLM@STER CINDERELLA GIRLS 6thLIVE MERRY-GO-ROUNDOME!!! MASTER SEASONS SUMMER! SOLO REMIX                      | 十時愛梨（原田ひとみ） | 「CoCo夏夏夏 Holiday」                                                        | ゲーム『アイドルマスター シンデレラガールズ』関連曲                              |
| 2019年   | | |                                                                               |                                                                                  |
| 1月23日  | THE IDOLM@STER CINDERELLA GIRLS STARLIGHT MASTER 25 Happy New Yeah!                                                 | 十時愛梨（原田ひとみ） | 「ヒトトキトキメキ」                                                          | ゲーム『アイドルマスター シンデレラガールズ スターライトステージ』関連曲         |
| 8月12日  | バイノーラル百合ドラマCD「ユウヤケホタル」                                                                          | 谷中ほたる（丹下桜）、神崎優華（原田ひとみ） | 「涙が止まらないのは」                                                        | ドラマCD『ユウヤケホタル』関連曲                                                 |
| 8月12日  | バイノーラル百合ドラマCD「ユウヤケホタル」 ハイレゾUSB版                                                            | 神崎優華（原田ひとみ） | 「涙が止まらないのは」                                                        | ドラマCD『ユウヤケホタル』関連曲                                                 |
| 2021年   | | |                                                                               |                                                                                  |
| 3月3日   | THE IDOLM@STER CINDERELLA GIRLS STARLIGHT MASTER COLLABORATION! Great Journey                                       | 十時愛梨（原田ひとみ） | 「Lost Princess」                                                             | ゲーム『アイドルマスター シンデレラガールズ スターライトステージ』関連曲         |
| 9月16日  | 閃乱忍忍忍者大戦ネプテューヌ -少女達の響艶- ねぷねぷシノビ萌絵箱 特典サウンドトラックCD                             | パープルハート（田中理恵）、飛鳥（原田ひとみ）、ユウキ（伊藤美来） | 「乳桃瞑想音頭」                                                              | ゲーム『閃乱忍忍忍者大戦ネプテューヌ -少女達の響艶-』挿入歌                      |
| 12月1日  | Starlight Road | ソヨン（原田ひとみ） | 「Starlight Road」                                                            | ゲーム『エゴエフェクト：フラクタス』関連曲                                       |
| 2022年   | | |                                                                               |                                                                                  |
| 1月26日  | THE IDOLM@STER CINDERELLA MASTER キセキの証 & Let's Sail Away!!! & ココカラミライヘ！                               | 十時愛梨（原田ひとみ）、神崎蘭子（内田真礼）、渋谷凛（福原綾香）、塩見周子（ルゥティン）、島村卯月（大橋彩香）、高垣楓（早見沙織）、安部菜々（三宅麻理恵）、本田未央（原紗友里）、北条加蓮（渕上舞）、鷺沢文香（M・A・O） | 「ココカラミライヘ！」                                                        | ゲーム『アイドルマスター シンデレラガールズ』関連曲                              |
| 1月26日  | THE IDOLM@STER CINDERELLA MASTER キセキの証 & Let's Sail Away!!! & ココカラミライヘ！ 特別限定盤                    | 十時愛梨（原田ひとみ） | 「ココカラミライヘ！」                                                        | ゲーム『アイドルマスター シンデレラガールズ』関連曲                              |

## ライブ活動

### ワンマンライブ
| 公演年 | 形態       | タイトル                                           | 公演日・会場                                                            |
| ------ | ---------- | -------------------------------------------------- | ----------------------------------------------------------------------- |
| 2012年 | 单発ライブ | HITOMI HARADA LIVE 2012 SPRING〜Scarlet Emblem〜   | 5月26日、渋谷WWW                                                        |
| 2012年 | 单発ライブ | 原田ひとみ presents 年末ダチャーン祭り2012         | 12月30日、TOKYO FM HALL                                                 |
| 2013年 | 单発ライブ | 原田ひとみ presents 年末ダチャーン祭り2013         | 12月30日、ディファ有明<シーティング＋立ち見>                            |
| 2014年 | 单発ライブ | 原田ひとみアコースティックライブ2014               | 5月31日、Mt.RAINIERHALL SHIBUYA PLEASURE PLEASURE<シーティング＋立ち見> |
| 2014年 | 单発ライブ | 原田ひとみアコースティックライブ2014〜夏の思い出〜 | 8月17日、Mt.RAINIERHALL SHIBUYA PLEASURE PLEASURE<シーティング＋立ち見> |
| 2014年 | 单発ライブ | 原田ひとみ presents 年末ダチャーン祭り2014         | 12月29日、ディファ有明<シーティング＋立ち見>                            |
| 2015年 | 单発ライブ | 原田ひとみアコースティックライブ in TOKYO 2015     | 5月17日、Mt.RAINIERHALL SHIBUYA PLEASURE PLEASURE                       |
| 2015年 | 单発ライブ | 原田ひとみアコースティックライブ in FUKUOKA 2015   | 6月28日、SKALA ESPACIO                                                  |
| 2015年 | 单発ライブ | 原田ひとみアコースティックライブ in OSAKA 2015     | 7月25日、A&Hホール                                                      |
| 2015年 | 单発ライブ | 年末ダチャーン祭2015〜ゆく年くる年プチ復活祭〜     | 12月30日、TOKYO FM HALL<シーティング＋立ち見>                           |
| 2016年 | 单発ライブ | 原田ひとみアコースティックライブ2016               | 5月22日、BATUR TOKYO                                                    |
| 2016年 | 单発ライブ | 年末ダチャーン祭2016                               | 12月30日、TOKYO FM HALL                                                 |
| 2017年 | 单発ライブ | 年末ダチャーン祭2017                               | 12月30日、BATUR TOKYO                                                   |
| 2018年 | 单発ライブ | 年末ダチャーン祭8102                               | 12月30日、BATUR TOKYO                                                   |
| 2019年 | 单発ライブ | 年末ダチャーン祭2019                               | 12月30日、BATUR TOKYO                                                   |
| 2020年 | 单発ライブ | 年末ダチャーン祭2020〜ディナーショウ〜             | 12月30日、BATUR TOKYO                                                   |
| 2021年 | 单発ライブ | 年末ダチャーン祭2021                               | 12月29日（配信のみ）                                                    |

### ライブイベント
| 公演年 | 形態           | タイトル                                                                                        | 公演日・会場                                         |
| ------ | -------------- | ----------------------------------------------------------------------------------------------- | ---------------------------------------------------- |
| 2011年 | ゲスト出演     | B.G.M Festival Vol.0                                                                            | 全1公演：4月16日、品川ステラボール                   |
| 2011年 | ゲスト出演     | Girls Pop’n Party                                                                               | 全1公演：12月12日、新宿BLAZE                         |
| 2012年 | ゲスト出演     | Milk Lariat Special Vol.4S                                                                      | 全1公演：2月26日、品川ステラボール                   |
| 2012年 | ゲスト出演     | B.G.M Festival MIDNIGHT PARTY                                                                   | 全2公演：9月22-23日、ZEPP TOKYO                      |
| 2012年 | ゲスト出演     | ANIMAX MUSIX 2012                                                                               | 全1公演：11月23日、横浜アリーナ（神奈川県）          |
| 2012年 | ゲスト出演     | みるくらりあっと Vol.5                                                                          | 全1公演：11月25日、大阪STUDIO PARTITA                |
| 2013年 | ゲスト出演     | Music Unlimited アニソンライブ                                                                  | 全1公演：3月30日、幕張メッセ（千葉県）               |
| 2013年 | トークイベント | 原田ひとみの女体ナイト                                                                          | 全1公演：7月6日、BATUR TOKYO                         |
| 2013年 | ゲスト出演     | MF文庫J 夏の学園祭2013                                                                          | 全1公演：7月28日、UDX Theater                        |
| 2014年 | ゲスト出演     | Milk Lariat Special2（Vol.6S）                                                                  | 全1公演：2月16日、Zepp DiverCity Tokyo               |
| 2014年 | ゲスト出演     | P.C.M Live!2014                                                                                 | 全1公演：4月19日、新宿BLAZE                          |
| 2014年 | 合同ライブ     | ゆい、ひとみ、このみ、女子3人寄ればアニソンPARTY!!                                              | 全1公演：5月10日、赤坂BLITZ                          |
| 2014年 | ゲスト出演     | 電波諜報局 presents アニローソン 2014                                                           | 全1公演：9月28日、ザ・ガーデンホール（東京・恵比寿） |
| 2014年 | ゲスト出演     | みるくらりあっと Vol.7                                                                          | 全1公演：12月7日、STUDIO PARTITA                     |
| 2015年 | DJイベント     | アニソンDJナイト〜年末ダチャーンフェスティバル〜                                                | 全1公演：12月31日、BATUR TOKYO                       |
| 2016年 | ゲスト出演     | かどみゅ!                                                                                       | 全1公演：9月4日、NHKホール（東京都）                 |
| 2017年 | 合同ライブ     | THE IDOLM@STER CINDERELLA GIRLS 5thLIVE TOUR Serendipity Parade!!! さいたまスーパーアリーナ公演 | 全1公演：8月12日、さいたまスーパーアリーナ（埼玉県） |
| 2018年 | ゲームイベント | 原田ひとみのゲームナイト                                                                        | 全1公演：5月26日、BATUR TOKYO                        |
| 2022年 | 合同ライブ     | THE IDOLM@STER CINDERELLA GIRLS 10th ANNIVERSARY M@GICAL WONDERLAND!!!                          | 全1公演：4月3日、ベルーナドーム（埼玉県）            |

## その他
- galapagos関連作品作詞
  - 2004年：「創まりの風」（作詞）、「途南の翼」（作詞）
  - 2017年：「影桜-かげろう-」（作詞、作曲）
- ツイッター本「vhitominったー」（2011年12月30日）
- ゲーム『はじめてのノベルゲーム』（原案/脚本・原作・プロデューサー・音響監督、主題歌「はじめてイノベーション」歌唱・作詞・作曲、特別版付属ドラマCDのシナリオ担当）- 2016年8月14日夏コミにて発売
- アイドルマスター シンデレラガールズ オリジナルボイス入り目覚まし時計 十時愛梨（2017年4月発売）
- ドラマCD（USBによるハイレゾ版と同時発売）
  - 2017年：『6姉妹(?)とのイチャラブな1日』（出演＆脚本担当）
  - 2019年：『ユウヤケホタル』（出演＆脚本＆歌唱担当）
- 企画CD
  - 2018年：『爆乳学園チチをもげ！』（出演＆脚本＆歌唱担当）